# Yazz
Yazz (* 19. Mai 1960 in Shepherd’s Bush, London als Yasmin Evans) ist eine britische Sängerin, Keyboarderin und Songwriterin.

## Leben
Yasmin Evans begann ihre musikalische Karriere Ende der 1970er Jahre als Sängerin der Band Biz. Danach arbeitete die Tochter eines Jamaikaners und einer Britin mehrere Jahre als Model, ehe sie sich 1987 der Gruppe Coldcut anschloss. Doctorin’ the House wurde im Frühjahr 1988 ein Top-10-Hit in Großbritannien und ein Top-20-Hit in Deutschland.
Mitte 1988 startete sie eine Solo-Laufbahn. Dabei gelang ihr gleich zum Auftakt ihr größter Erfolg mit The Only Way Is Up, einer Coverversion des 1980er Liedes von Otis Clay. Der Song, der Pop- und House-Elemente kombinierte, wurde ein Nummer-eins-Hit in Großbritannien und belegte Platz drei in der deutschen Hitparade. Weitere Top-10-Singles waren Stand Up for Your Love Rights und Fine Time. Mit Where Has All the Love Gone? und Treat Me Good erreichte Yazz in den Jahren 1989 und 1990 Top-20-Positionen in den UK-Charts.
Bis Frühjahr 1997 gelang mit sechs weiteren Singles der Einstieg in die britische Hitparade, die es allerdings nur auf mittlere Positionen brachten. Darunter befand sich der Mitte 1993 erschienene Titel How Long, eine Zusammenarbeit mit der britischen Reggae-Band Aswad, der auch in Deutschland ein Charthit wurde. Es stiegen vier Folgesingles in die UK-Charts, für obere Platzierungen reichte es aber nicht mehr. Spätere Veröffentlichungen blieben weitgehend unbeachtet.

## Diskografie

### Alben
| Jahr | Titel                 | Höchstplatzierung, Gesamtwochen, AuszeichnungChartplatzierungen (Jahr, Titel, Platzierungen, Wochen, Auszeichnungen, Anmerkungen) | Höchstplatzierung, Gesamtwochen, AuszeichnungChartplatzierungen (Jahr, Titel, Platzierungen, Wochen, Auszeichnungen, Anmerkungen) | Höchstplatzierung, Gesamtwochen, AuszeichnungChartplatzierungen (Jahr, Titel, Platzierungen, Wochen, Auszeichnungen, Anmerkungen) | Anmerkungen                         |
| Jahr | Titel                 | DE | CH | UK | Anmerkungen                         |
| ---- | --------------------- | --- | --- | --- | ----------------------------------- |
| 1988 | Wanted                | DE35 (16 Wo.)DE | CH19 (3 Wo.)CH | UK3 ×2Doppelplatin · (30 Wo.)UK                                                                                                   | Erstveröffentlichung: November 1988 |
| 1989 | The ’Wanted’ Remixes! | — | — | UK53 (2 Wo.)UK | Erstveröffentlichung: November 1989 |

Weitere Alben
- 1992: One True Woman
- 1994: One on One
- 1997: The Natural Life
- 2001: At Her Very Best and All the Greatest Hits (Kompilation)
- 2002: Tribute to Burt Bacharach and Hal David
- 2008: Running Back to You
- 2011: This Is Love

### Singles
| Jahr | Titel Album                                  | Höchstplatzierung, Gesamtwochen, AuszeichnungChartplatzierungen (Jahr, Titel, Album, Platzierungen, Wochen, Auszeichnungen, Anmerkungen) | Höchstplatzierung, Gesamtwochen, AuszeichnungChartplatzierungen (Jahr, Titel, Album, Platzierungen, Wochen, Auszeichnungen, Anmerkungen) | Höchstplatzierung, Gesamtwochen, AuszeichnungChartplatzierungen (Jahr, Titel, Album, Platzierungen, Wochen, Auszeichnungen, Anmerkungen) | Höchstplatzierung, Gesamtwochen, AuszeichnungChartplatzierungen (Jahr, Titel, Album, Platzierungen, Wochen, Auszeichnungen, Anmerkungen) | Höchstplatzierung, Gesamtwochen, AuszeichnungChartplatzierungen (Jahr, Titel, Album, Platzierungen, Wochen, Auszeichnungen, Anmerkungen) | Höchstplatzierung, Gesamtwochen, AuszeichnungChartplatzierungen (Jahr, Titel, Album, Platzierungen, Wochen, Auszeichnungen, Anmerkungen) | Anmerkungen                                                                      |
| Jahr | Titel Album                                  | DE | AT | CH | UK | US | Dance | Anmerkungen                                                                      |
| ---- | -------------------------------------------- | --- | --- | --- | --- | --- | --- | -------------------------------------------------------------------------------- |
| 1988 | Doctorin’ the House What’s That Noise?       | DE11 (14 Wo.)DE | — | CH4 (12 Wo.)CH | UK6 (9 Wo.)UK | — | Dance3 (10 Wo.)Dance | Erstveröffentlichung: Februar 1988 Coldcut feat. Yazz and the Plastic Population |
| 1988 | The Only Way Is Up Wanted                    | DE3 (19 Wo.)DE | AT5 (12 Wo.)AT | CH2 (14 Wo.)CH | UK1 Gold · (15 Wo.)UK | US96 (4 Wo.)US | Dance2 (10 Wo.)Dance | Erstveröffentlichung: Juli 1988 als Yazz and the Plastic Population              |
| 1988 | Stand Up for Your Love Rights Wanted         | DE10 (16 Wo.)DE | AT29 (2 Wo.)AT | CH7 (8 Wo.)CH | UK2 Silber · (13 Wo.)UK | — | Dance5 (8 Wo.)Dance | Erstveröffentlichung: Oktober 1988                                               |
| 1989 | Fine Time Wanted                             | DE32 (9 Wo.)DE | — | CH25 (1 Wo.)CH | UK9 (8 Wo.)UK | — | — | Erstveröffentlichung: Januar 1989                                                |
| 1989 | Where Has All the Love Gone? Wanted          | DE40 (6 Wo.)DE | — | — | UK16 (6 Wo.)UK | — | — | Erstveröffentlichung: März 1989                                                  |
| 1990 | Treat Me Good –                              | DE55 (9 Wo.)DE | — | CH28 (1 Wo.)CH | UK20 (5 Wo.)UK | — | Dance7 (9 Wo.)Dance | Erstveröffentlichung: Juni 1990                                                  |
| 1992 | One True Woman –                             | — | — | — | UK60 (2 Wo.)UK | — | — | Erstveröffentlichung: März 1992                                                  |
| 1993 | How Long One on One                          | DE52 (8 Wo.)DE | — | — | UK31 (5 Wo.)UK | — | — | Erstveröffentlichung: Juli 1993 mit Aswad                                        |
| 1994 | Have Mercy One on One                        | DE86 (5 Wo.)DE | — | — | UK42 (4 Wo.)UK | — | — | Erstveröffentlichung: März 1994                                                  |
| 1994 | Everybody’s Got to Learn Sometime One on One | — | — | — | UK56 (3 Wo.)UK | — | — | Erstveröffentlichung: Juni 1994                                                  |
| 1996 | Good Thing Going The Natural Life            | — | — | — | UK53 (2 Wo.)UK | — | — | Erstveröffentlichung: September 1996                                             |
| 1997 | Never Can Say Goodbye The Natural Life       | — | — | — | UK61 (6 Wo.)UK | — | — | Erstveröffentlichung: März 1997                                                  |
| 1998 | Abandon Me –                                 | — | — | — | UK78 (1 Wo.)UK | — | — | Erstveröffentlichung: 1996                                                       |

Weitere Singles
- 1989: Wanted on the Floor Remix (12" Promo)
- 1990: Yazz’ Megamix
- 2001: Love Hangover
- 2009: The Only Way Is Up (Remixe)

## Auszeichnungen für Musikverkäufe
| Silberne Schallplatte - Frankreich - 1988: für die Single The Only Way Is Up Goldene Schallplatte - Australien - 1988: für die Single The Only Way Is Up - Frankreich - 1989: für das Album Wanted - Neuseeland - 1989: für die Single The Only Way Is Up - Schweden - 1988: für die Single The Only Way Is Up |

Anmerkung: Auszeichnungen in Ländern aus den Charttabellen bzw. Chartboxen sind in ebendiesen zu finden.
| Land/RegionAuszeichnungen für Musikverkäufe (Land/Region, Auszeichnungen, Verkäufe, Quellen) | Silber     | Gold     | Platin     | Verkäufe  | Quellen              |
| -------------------------------------------------------------------------------------------- | ---------- | -------- | ---------- | --------- | -------------------- |
| Australien (ARIA)                                                                            | —          | Gold1    | —          | 35.000    | Einzelnachweise      |
| Frankreich (SNEP)                                                                            | Silber1    | Gold1    | —          | 350.000   | infodisc.fr          |
| Neuseeland (RMNZ)                                                                            | —          | Gold1    | —          | 10.000    | Einzelnachweise      |
| Schweden (IFPI)                                                                              | —          | Gold1    | —          | 25.000    | sverigetopplistan.se |
| Vereinigtes Königreich (BPI)                                                                 | Silber1    | Gold1    | 2× Platin2 | 1.350.000 | bpi.co.uk            |
| Insgesamt                                                                                    | 2× Silber2 | 5× Gold5 | 2× Platin2 |           |                      |